# 川本八郎
川本 八郎（かわもと はちろう、1934年10月18日 - ）は、学校法人立命館の常任相談役、第9代理事長。大学職員（学校事務職員）から学校法人のトップに上り詰め、大南正瑛、長田豊臣両総長を支えて辣腕を奮った。理事長時代には「改革」の手腕を評価される一方で、学園規模の拡大や産学連携の促進といった施策に対して、ワンマン的、経営主義との批判もあった。
全共闘によって破壊されたわだつみ像の再建運動に関わった。

## 経歴
- 1953年　石川県立小松高等学校卒業
- 1958年　立命館大学法学部卒業
- 1958年4月　学校法人立命館事務職員
  - 学生課長、総務課長、総務部長を歴任
- 1984年　常務理事就任
- 1989年　専務理事就任
- 1995年11月　理事長就任
- 2007年1月31日　理事長退任
- 2007年4月1日　常任相談役就任。退任慰労金として従来の倍額に当たる1億2千万円を受け取る[2]。これは3月の理事会によって総長・理事長の退任慰労金の倍額が決議され、施行日を2006年12月末と決められたためである[2]。その後、受け取った金の一部を学園へ寄付し、大学では「ご寄付に対する川本八郎相談役への感謝の集い」が催された[3]。
- 2007年11月　私学振興功労を理由に秋の叙勲で旭日重光章を受章する[4][5]。

## 理事長在任中の事業（抜粋）
- びわこ・くさつキャンパスの開設
- 私立宇治高等学校を立命館宇治高等学校として吸収合併
- 私立札幌経済高等学校を立命館慶祥高等学校として吸収合併
- 市立守山女子高等学校を立命館守山高等学校として移管合併
- 立命館アジア太平洋大学の開学
- 立命館宇治中学校の開校
- 立命館慶祥中学校の開校
- 立命館小学校の新設

## 著書

### 単書
- 『心を燃やせ―立命館の改革に命をかけた男が熱く語る「問題があるから人は逞しくなる」』財界研究所、2009年。ISBN 978-4879320629。
- 『大学改革 - 立命館はなぜ成功したか』中央公論新社、2009年。ISBN 978-4120040740。

### 共編著
- 『大学行政論〈1〉』東信堂、2006年。ISBN 978-4887136519。
- 『大学行政論〈2〉』東信堂、2006年。ISBN 978-4887136663。